# Dziakino (rejon głazowski)
Dziakino (ros. Дзякино) – wieś (sieło) w Rosji, w Udmurcji, w rejonie głazowskim. W 2010 liczyła 718 mieszkańców.